# 锚钩固定装置

黑色装置与 SSRMS、SRMS 和 JEMRMS 兼容。蓝色装置与 SRMS 和 JEMRMS 兼容。红色装置与 SSRMS 兼容。

锚钩固定装置主要用于航天器或其他物体，为机械臂提供安全连接。

## 北美
这些固定装置使航天飞机的加拿大臂（SRMS）能够安全地抓住大型物体（例如国际空间站组件或卫星，例如哈勃空间望远镜）。
该装置目前与国际空间站的空间站移动维修系统（SSRMS）和希望号实验舱远程操纵器系统（JEMRMS）做同一用途。 
锚钩固定装置外观扁平，中央锚钩顶部有一个球体，机械臂末端的圈套可锁定在该球体上。他们使用三个“坡道”帮助机械臂正确引导到锚钩夹具上。 

### 发展
北美的锚钩固定装置是在20世纪70年代由Spar Aerospace开发的。它由 Frank Mee 发明，他还为航天飞机发明了加拿大臂末端执行器。  之后，由Barrie Teb 进一步完善了这种固定装置的设计。 

### 变种

#### 飞行器可释放型锚钩固定装置

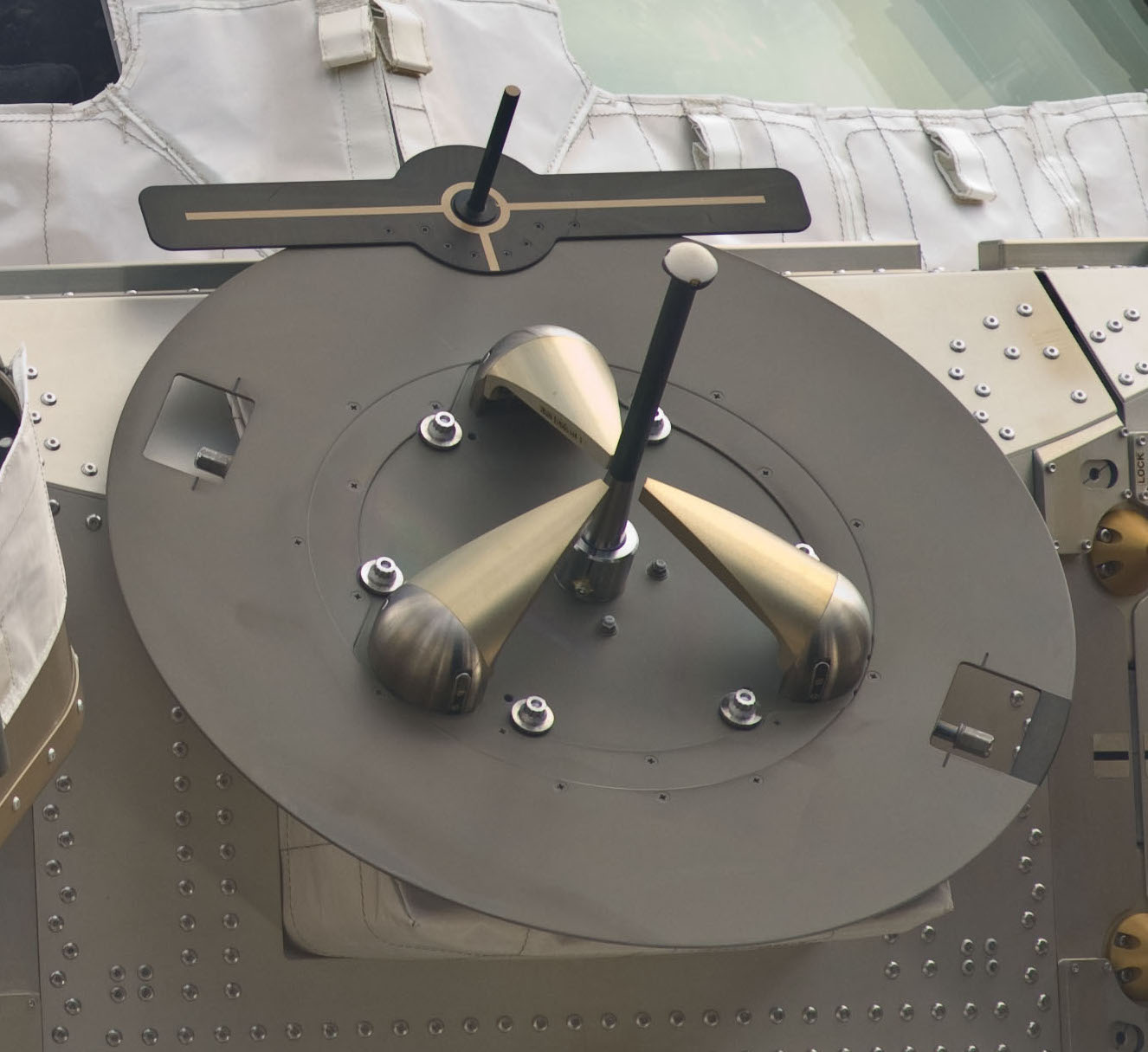
飞行可释放抓斗夹具

飞行器可释放型锚钩固定装置 (FRGF) 是北美锚钩固定装置最简单的一种变种，它只能进行抓取动作，而没有任何电连接器。 它们在早期的航天飞机被中使用，是由标准飞行锚钩固定装置 (FSGF) 发展而来，其允许在舱外活动(EVA) 期间安装锚钩。 
SpaceX 龙飞船、 Orbital ATK 天鵝座宇宙飛船和日本HTV货运飞船等无人驾驶飞船都使用了FRGF，国际空间站上的加拿大臂2会使用这一装置对抵达国际空间站的飞船进行停泊。 该夹具的最大额定载荷为 65,000 磅或 30,000 公斤。 轨道替换装置也可能有一个锚钩固定装置。